# エル・モロ (ニューメキシコ州)

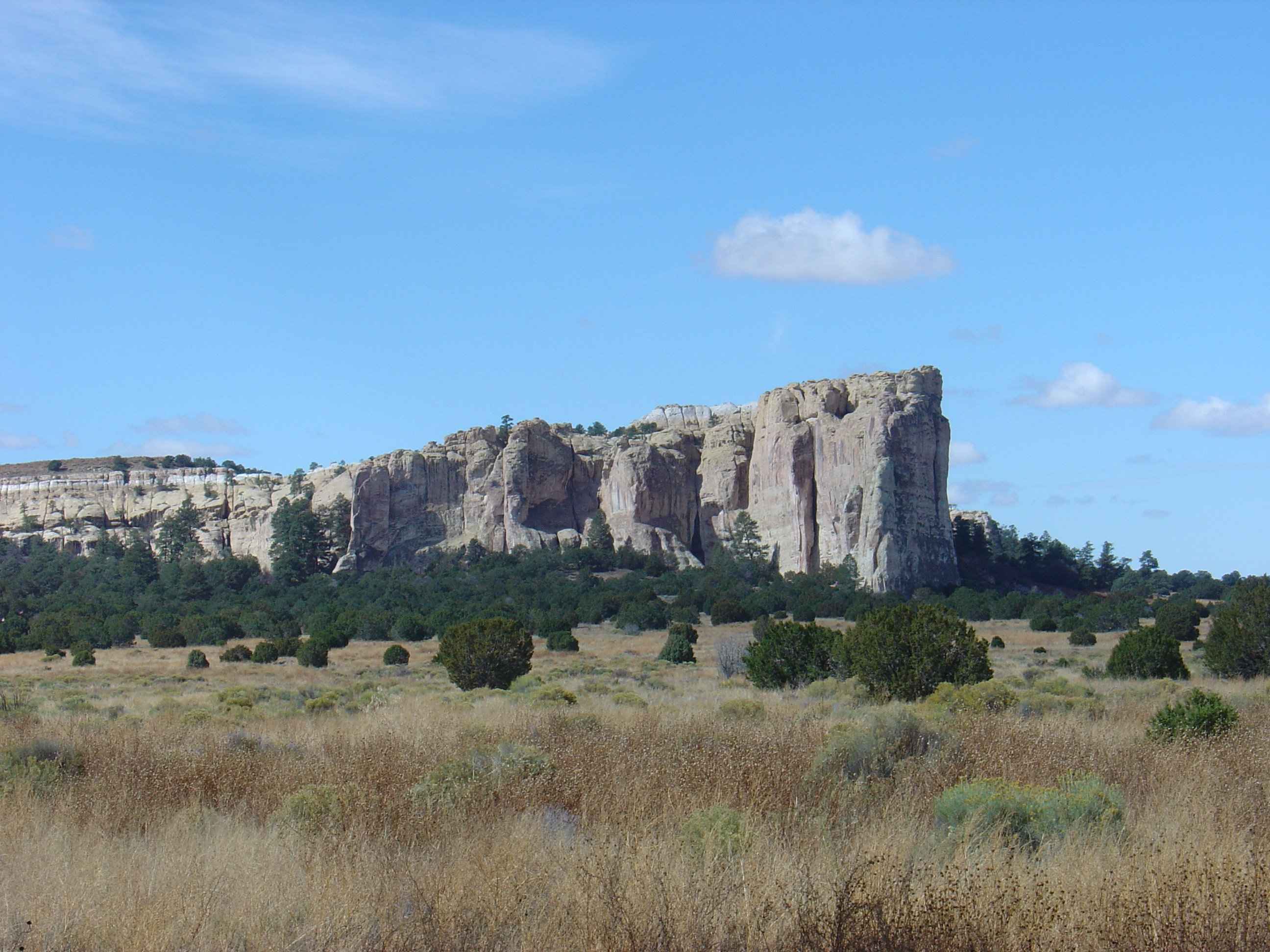
地名の由来となった砂岩の高台「エル・モロ」。2006年撮影。

エル・モロ (El Morro) は、アメリカ合衆国ニューメキシコ州北西部のシボラ郡にある、未編入地域のコミュニティ。風景の美しさで知られるハイウェイ53号線（通称「エンシェント・ウェイ (Ancient Way)」）沿いに位置しており、北東に位置するニューメキシコ州のグランツから38マイル (61 km)、北西に位置するギャラップ (Gallup) から55マイル (89 km)のところにある。エル・モロという地名は、集落近くにある 砂岩の高台を指す言葉として、スペイン人のコンキスタドールたちが、「突出した高台」という意味で用い始めた。インディアンのズニ族は「岩に文字が書かれた場所」を意味する「アツイナ(A'ts'ina)」と呼んでおり、英語話者のアメリカ人は「インスクリプション・ロック (Inscription Rock)」と称してきた。エル・モロの集落から西へ、かつてのプエブロの交易路であるズニ＝アコマ道 (Zuni-Acoma Trail)、別名エンシェント・ウェイと並走するハイウェイ53号線に沿って1.5マイル (2.4 km)ほど進んだ所に、エル・モロ国定公園 (El Morro National Monument) がある。
エル・モロは、芸術家のコミュニティであり、エル・モロ地域芸術協会 (the El Morro Area Arts Council) があり、さらにアート・ギャラリーや、交易所 (trading post) 兼コーヒーショップ（軽食堂）、カフェ、キャンピングカーの駐車場・キャンプ場、飼料・種苗店、古物委託販売店、ヒーリングアーツ・センター (healing arts center) がある。エル・モロは、東はエル・マルパイス国定公園 (El Malpais National Monument)、西はラマー (Ramah)、北はズニ山脈 (Zuni Mountains)、南はキャンディ・キッチン (Candy Kitchen) に至る、およそ1000平方マイル（およそ2600km²）以上の広大な領域に居住する、多彩な分野の芸術家、入植者、その他の人々が交わる場所となっている。